# Arte paleolitica nella Valle del Côa
Il sito di arte paleolitica nella Valle del Côa è uno dei più grandi siti all'aperto di arte paleolitica.
Alla fine degli anni ottanta vennero scoperte incisioni a Vila Nova de Foz Côa, nel Douro (Portogallo nord-orientale) e parzialmente a Pinhel (Beira Interna Nord, distretto di Guarda). Questo luogo si trova nella valle del Côa, e comprende migliaia di incisioni raffiguranti cavalli, bovini ed altri animali, uomini e figure astratte, databili tra i 20 000 e i 10 000 anni fa. A partire dal 1995 una squadra di archeologi sta catalogando e studiando questo complesso preistorico, ed è stato istituito un parco al fine di ricevere turisti in determinate aree.

## Polemiche successive alla scoperta

Posizione della valle del Côa

Dopo la scoperta del complesso, che si estende per molti chilometri lungo il fiume, nacque una polemica circa la costruzione di una centrale idroelettrica.
Se venisse costruita, la centrale alzerebbe il livello del fiume coprendo buona parte delle pitture rupestri. Questo fato era noto alla compagnia energetica portoghese (la EDP) ed all'IPPAR prima che la comunità scientifica ne scoprisse l'importanza.
L'archeologo Nélson Rabada, studiando il sito grazie ad un accordo tra EDP ed IPPAR, decise di parlarne alla stampa ed alle alte autorità in materia, come l'UNESCO. Questa scoperta provocò scandalo nell'opinione pubblica portoghese ed internazionale, ed il caso venne denunciato da The Sunday Times, The New York Times ed International Herald Tribune.
I documenti prodotti dall'UNESCO non furono unanimi riguardo alla costruzione o meno della centrale, con Jean Clottes, capo del dipartimento preistorico, che sosteneva che l'innalzamento dell'acqua avrebbe potuto difendere i graffiti dai vandalismi ma confermando anche che "è il sito di arte paleolitica all'aperto più grande dell'Europa, se non del mondo".
Questa soluzione non piacque agli archeologi ed all'opinione pubblica, ed un forte movimento di opinione pubblica portoghese si oppose alla sua costruzione. Nel 1995 il parlamento ed il governo portoghese, sotto la guida del Primo ministro António Guterres, decise di sospendere i lavori creando un parco da dedicare agli studi archeologici ed alle visite turistiche.

## Arte
Le incisioni trovate raffigurano principalmente animali quali cavalli, bovini (uri) e caprini. Sono presenti anche figure umane o astratte.
Le immagini sono quasi esclusivamente su superfici verticali di roccia lungo la vallata del fiume, e sono state fatte usando la tecnica ad incisione. La dimensione spazia da 15 a 180 centimetri, ma la maggior parte è di 40-50 centimetri che spesso formano mosaici o composizioni. Lo stile usa soprattutto linee spesse. È stato calcolato che queste incisioni risalgono a 20 000 anni fa (studio del 1995).
L'importanza del sito dipende dalla rarità di questo genere, e dalla sua incredibile estensione; esistono numerosi siti con graffiti nelle grotte, ma quelli all'aperto sono rarissimi, come quello di Mazouco (Messico), quello di Fornols-Haut (Francia), o quelli di Domingo García e Siega Verde (entrambi in Spagna), ma nessuno di loro può competere con Côa per dimensioni.

### Luoghi specifici
Il sito della valle del Côa è composto da un gruppo di 16 insediamenti sparsi su 17 chilometri:
1. Broeira
2. Canada do Inferno/Rego da Vide
3. Faia
4. Faia (Vale Afonsinho)
5. Vale das Namoradas
6. Vale de Moinhos
7. Vale de Figueira/Texiugo
8. Ribeira de Piscos/Quinta dos Poios
9. Meijapão
10. Fonte Frieira
11. Penascosa
12. Quinta da Ervamoira
13. Salto do Boi (Cardina)
14. Ribeirinha
15. Quinta do Fariseu
16. Quinta da Barca

## Eventi
La conferenza HERITAGE 2008 - World Heritage and Sustainable Development International Conference (dell'UNESCO) si terrà a Vila Nova de Foz Côa tra il 7 ed il 9 maggio 2008.